# جورج هارتلي
جورج هارتلي (17 مارس 1849 - 9 سبتمبر 1909)  (بالإنجليزية: George Hartley)‏ هو لاعب كريكت بريطاني.